# Wiesław Chmielewski
Wisław Chmielewski (ur. 14 lutego 1957 w Międzyzdrojach) – pięcioboista, żołnierz zawodowy, olimpijczyk z Seulu 1988.

Dwukrotny uczestnik mistrzostw świata (lata 1986-1987), na których indywidualnie zajmował 32. miejsce,  a w drużynie miejsce 4. (1986) i 6. (1987). Na igrzyskach olimpijskich w 1988 r. zajął indywidualnie 53. miejsce a w drużynie 10.

Po zakończeniu kariery sportowej zajął się szkoleniem młodzieży w klubie Legia Warszawa.